# Статуя Нельсона (Бриджтаун)
Статуя Нельсона — бронзовая статуя британского вице-адмирала Горацио Нельсона, которая находилась на Площади Национальных героев в столице Барбадоса с 1813 по 2020 год. С тех пор была перенесена в Музей Барбадоса.

## История
В 1805 году вице-адмирал Нельсон посетил Барбадос, преследуя франко-испанский флот, незадолго до Трафальгарского сражения. Бронзовая статуя, созданная английским скульптором Ричардом Уэстмакоттом, была установлена в его честь 22 марта 1813 года на площади, которая стала известна как Трафальгарская. Статуя была изображена на нескольких почтовых марках Барбадоса, выпущенных в период с 1906 по 1964 год.
В 1999 году Трафальгарская площадь была переименована в Площадь Национальных героев. Нахождение статуи на площади становилось всё более противоречивым, так как многим памятник напоминал времена колониализма. Церемонии возложения венков в годовщину Трафальгарской битвы прекратились. Памятник подвергся вандализму в ноябре 2017 года накануне празднования Дня независимости: статуя и ее постамент были обмазаны синей и жёлтой краской. Вдоль основания была размещена надпись, описывающая Нельсона как «расиста и сторонника превосходства белой расы».
16 ноября 2020 года произошёл демонтаж памятника. Было принято решение выставить статую в Музее Барбадоса.